# Dicranota (Plectromyia) confusa
Dicranota (Plectromyia) confusa is een tweevleugelige uit de familie Pediciidae. De soort komt voor in het Nearctisch gebied.